# Damernas lättvikts-dubbelsculler i rodd vid olympiska sommarspelen 2020
Damernas lättvikts-dubbelsculler i rodd vid olympiska sommarspelen 2020 avgjordes mellan den 24–29 juli 2021 i Tokyo.

## Schema
Alla tiderna är UTC+9.
| Datum                | Tid   | Omgång        |
| -------------------- | ----- | ------------- |
| Lördag 24 juli 2021  | 10:20 | Försöksheat   |
| Söndag 25 juli 2021  | 10:20 | Återkval      |
| Onsdag 28 juli 2021  | 11:40 | Semifinal A/B |
| Torsdag 29 juli 2021 | 9:00  | Final B       |
| Torsdag 29 juli 2021 | 10:10 | Final A       |
| Torsdag 29 juli 2021 | 11:30 | Final C       |

## Resultat

### Försöksheat
De två första i varje försöksheat gick vidare till semifinal medan övriga gick till återkvalet.

#### Heat 1
| Placering | Bana | Roddare                            | Nation     | Tid     | Noteringar |
| --------- | ---- | ---------------------------------- | ---------- | ------- | ---------- |
| 1         | 2    | Laura Tarantola Claire Bové        | Frankrike  | 7.03,47 | Q          |
| 2         | 1    | Valentina Rodini Federica Cesarini | Italien    | 7.04,66 | Q          |
| 3         | 6    | Mary Reckford Michelle Sechser     | USA        | 7.05,30 | R          |
| 4         | 3    | Patricia Merz Frédérique Rol       | Schweiz    | 7.08,66 | R          |
| 5         | 4    | Aoife Casey Margaret Cremen        | Irland     | 7.17,67 | R          |
| 6         | 5    | Mutiara Rahma Putri Melani Putri   | Indonesien | 7.52,57 | R          |

#### Heat 2
| Placering | Bana | Roddare                             | Nation        | Tid     | Noteringar |
| --------- | ---- | ----------------------------------- | ------------- | ------- | ---------- |
| 1         | 4    | Marieke Keijser Ilse Paulis         | Nederländerna | 7.07,73 | Q          |
| 2         | 1    | Jill Moffatt Jennifer Casson        | Kanada        | 7.11,30 | Q          |
| 3         | 6    | Chiaki Tomita Ayami Oishi           | Japan         | 7.22,47 | R          |
| 4         | 5    | Lường Thị Thảo Đinh Thị Hảo         | Vietnam       | 7.36,21 | R          |
| 5         | 3    | Nour El-Houda Ettaieb Khadija Krimi | Tunisien      | 7.39,61 | R          |
| 6         | 2    | Yulisa López Jennieffer Zúñiga      | Guatemala     | 7.53,35 | R          |

#### Heat 3
| Placering | Bana | Roddare                              | Nation         | Tid     | Noteringar |
| --------- | ---- | ------------------------------------ | -------------- | ------- | ---------- |
| 1         | 1    | Ionela-Livia Cozmiuc Gianina Beleagă | Rumänien       | 7.01,74 | Q          |
| 2         | 5    | Emily Craig Imogen Grant             | Storbritannien | 7.03,29 | Q          |
| 3         | 4    | Anastasia Lebedeva Maria Botalova    | ROC            | 7.07,67 | R          |
| 4         | 3    | Ina Nikulina Alena Furman            | Belarus        | 7.10,15 | R          |
| 5         | 2    | Valentina Cavallar Louisa Altenhuber | Österrike      | 7.26,22 | R          |
| 6         | 6    | Milka Kraljev Evelyn Silvestro       | Argentina      | 7.29,27 | R          |

### Återkval
De tre första i varje återkval gick vidare till semifinal medan övriga gick till final C.

#### Heat 1
| Placering | Bana | Roddare                             | Nation     | Tid     | Noteringar |
| --------- | ---- | ----------------------------------- | ---------- | ------- | ---------- |
| 1         | 4    | Mary Reckford Michelle Sechser      | USA        | 7.21,25 | Q          |
| 2         | 2    | Ina Nikulina Alena Furman           | Belarus    | 7.26,99 | Q          |
| 3         | 3    | Chiaki Tomita Ayami Oishi           | Japan      | 7.34,45 | Q          |
| 4         | 1    | Milka Kraljev Evelyn Silvestro      | Argentina  | 7.39,53 | FC         |
| 5         | 5    | Nour El-Houda Ettaieb Khadija Krimi | Tunisien   | 7.54,95 | FC         |
| 6         | 6    | Mutiara Rahma Putri Melani Putri    | Indonesien | 8.03,19 | FC         |

#### Heat 2
| Placering | Bana | Roddare                              | Nation    | Tid     | Noteringar |
| --------- | ---- | ------------------------------------ | --------- | ------- | ---------- |
| 1         | 4    | Patricia Merz Frédérique Rol         | Schweiz   | 7.22,02 | Q          |
| 2         | 3    | Anastasia Lebedeva Maria Botalova    | ROC       | 7.22,72 | Q          |
| 3         | 5    | Aoife Casey Margaret Cremen          | Irland    | 7.23,46 | Q          |
| 4         | 1    | Valentina Cavallar Louisa Altenhuber | Österrike | 7.42,31 | FC         |
| 5         | 2    | Lường Thị Thảo Đinh Thị Hảo          | Vietnam   | 7.53,69 | FC         |
| 6         | 6    | Yulisa López Jennieffer Zúñiga       | Guatemala | 8.13,27 | FC         |

### Semifinaler

#### Semifinal A/B 1
| Placering | Bana | Roddare                      | Nation         | Tid     | Noteringar |
| --------- | ---- | ---------------------------- | -------------- | ------- | ---------- |
| 1         | 5    | Emily Craig Imogen Grant     | Storbritannien | 6.41,99 | FA         |
| 2         | 3    | Laura Tarantola Claire Bové  | Frankrike      | 6.42,92 | FA         |
| 3         | 4    | Marieke Keijser Ilse Paulis  | Nederländerna  | 6.43,85 | FA         |
| 4         | 2    | Patricia Merz Frédérique Rol | Schweiz        | 6.48,92 | FB         |
| 5         | 1    | Aoife Casey Margaret Cremen  | Irland         | 6.49,24 | FB         |
| 6         | 6    | Ina Nikulina Alena Furman    | Belarus        | 6.54,78 | FB         |

#### Semifinal A/B 2
| Placering | Bana | Roddare                              | Nation   | Tid     | Noteringar |
| --------- | ---- | ------------------------------------ | -------- | ------- | ---------- |
| 1         | 4    | Valentina Rodini Federica Cesarini   | Italien  | 6.41,36 | FA         |
| 2         | 5    | Mary Reckford Michelle Sechser       | USA      | 6.41,54 | FA         |
| 3         | 3    | Ionela-Livia Cozmiuc Gianina Beleagă | Rumänien | 6.42,08 | FA         |
| 4         | 1    | Anastasia Lebedeva Maria Botalova    | ROC      | 6.45,23 | FB         |
| 5         | 6    | Chiaki Tomita Ayami Oishi            | Japan    | 6.56,52 | FB         |
| 6         | 2    | Jill Moffatt Jennifer Casson         | Kanada   | 7.00,82 | FB         |

### Finaler

#### Final C
| Placering | Bana | Roddare                              | Nation     | Tid     | Noteringar |
| --------- | ---- | ------------------------------------ | ---------- | ------- | ---------- |
| 13        | 3    | Milka Kraljev Evelyn Silvestro       | Argentina  | 7.05,82 |            |
| 14        | 4    | Valentina Cavallar Louisa Altenhuber | Österrike  | 7.15,25 |            |
| 15        | 2    | Lường Thị Thảo Đinh Thị Hảo          | Vietnam    | 7.19,05 |            |
| 16        | 5    | Nour El-Houda Ettaieb Khadija Krimi  | Tunisien   | 7.22,25 |            |
| 17        | 1    | Mutiara Rahma Putri Melani Putri     | Indonesien | 7.25,06 |            |
| 18        | 6    | Yulisa López Jennieffer Zúñiga       | Guatemala  | 7.27,51 |            |

#### Final B
| Placering | Bana | Roddare                           | Nation  | Tid     | Noteringar |
| --------- | ---- | --------------------------------- | ------- | ------- | ---------- |
| 7         | 3    | Patricia Merz Frédérique Rol      | Schweiz | 6.49,16 |            |
| 8         | 5    | Aoife Casey Margaret Cremen       | Irland  | 6.49,90 |            |
| 9         | 4    | Anastasia Lebedeva Maria Botalova | ROC     | 6.51,65 |            |
| 10        | 2    | Chiaki Tomita Ayami Oishi         | Japan   | 6.54,94 |            |
| 11        | 6    | Ina Nikulina Alena Furman         | Belarus | 6.57,84 |            |
| 12        | 1    | Jill Moffatt Jennifer Casson      | Kanada  | 6.59,72 |            |

#### Final A
| Placering | Bana | Roddare                              | Nation         | Tid     | Noteringar |
| --------- | ---- | ------------------------------------ | -------------- | ------- | ---------- |
| 1         | 4    | Valentina Rodini Federica Cesarini   | Italien        | 6.47,54 |            |
| 2         | 2    | Laura Tarantola Claire Bové          | Frankrike      | 6.47,68 |            |
| 3         | 1    | Marieke Keijser Ilse Paulis          | Nederländerna  | 6.48,03 |            |
| 4         | 3    | Emily Craig Imogen Grant             | Storbritannien | 6.48,04 |            |
| 5         | 5    | Mary Reckford Michelle Sechser       | USA            | 6.48,54 |            |
| 6         | 6    | Ionela-Livia Cozmiuc Gianina Beleagă | Rumänien       | 6.49,40 |            |